# Bad Girls (Donna-Summer-Lied)
Bad Girls ist ein Disco-Song von Donna Summer, der von ihr, Joe Esposito, Bruce Sudano und Edward Hokenson geschrieben wurde. Er erschien 1979 auf dem gleichnamigen Album. Für die Produktion waren Giorgio Moroder und Pete Bellotte verantwortlich.

## Geschichte
Als Inspiration für das Lied diente eine Assistentin von Summer, die von einem Polizisten beleidigt wurde, da er diese versehentlich für eine Prostituierte hielt. So schrieb Donna Summer die Rohfassung des Liedes und perfektionierte es mit Joe Esposito, Bruce Sudano und Edward Hokenson. Neil Bogart, hörte sich das Lied an und wollte, dass Cher das Lied singt und es auf ihrem bevorstehenden Album Take Me Home erschien. Summer lehnte ab und legte das Stück für einige Jahre zur Seite.
Die Veröffentlichung war am 23. Juni 1979; in den Vereinigten Staaten und Kanada wurde das Stück ein Nummer-eins-Hit. Bei den Grammy Awards 1980 wurde das Lied in den Kategorien Beste weibliche Gesangsdarbietung – Pop und Beste weibliche Gesangsdarbietung – R&B nominiert. In den Serien Homicide, Sex and the City und Ugly Betty sowie den Filmen Helden aus der zweiten Reihe und Schlaflos in New York sowie in einem Trailer zum Film Das Schwiegermonster wurde der Song verwendet.
In einer 12"-Version von Hot Stuff wurde Bad Girls in ein Medley eingearbeitet. Eine Demoversion des Liedes erschien auf der Deluxe-Edition des Albums.

## Kommerzieller Erfolg

### Chartplatzierungen
| ChartsChartplatzierungen       | Höchstplatzierung | Wochen |
| ------------------------------ | ----------------- | ------ |
| Deutschland (GfK)              | 9 (15 Wo.)        | 15     |
| Österreich (Ö3)                | 23 (4 Wo.)        | 4      |
| Schweiz (IFPI)                 | 5 (11 Wo.)        | 11     |
| Vereinigte Staaten (Billboard) | 1 (20 Wo.)        | 20     |
| Vereinigtes Königreich (OCC)   | 14 (10 Wo.)       | 10     |

| ChartsJahrescharts (1979)      | Platzierung |
| ------------------------------ | ----------- |
| Vereinigte Staaten (Billboard) | 2           |

### Auszeichnungen für Musikverkäufe
| Land/Region                  | Auszeichnungen für Musikverkäufe (Land/Region, Auszeichnung, Verkäufe) | Verkäufe  |
| ---------------------------- | ---------------------------------------------------------------------- | --------- |
| Kanada (MC)                  | Platin                                                                 | 100.000   |
| Vereinigte Staaten (RIAA)    | Platin                                                                 | 2.000.000 |
| Vereinigtes Königreich (BPI) | Silber                                                                 | 250.000   |
| Insgesamt                    | 1× Silber · 2× Platin ·                                                | 2.350.000 |

## Coverversionen
- 1979: Max Greger (Ring My Bell/Bad Girls)
- 1996: Aaliyah feat. Missy Elliott (Ladies in da House)
- 1996: Funky Diamonds
- 1998: Juliet Roberts
- 2002: Jay Kay feat. Anastacia
- 2018: Lizzo (Fitness)